# 白川一郎
白川 一郎（しらかわ いちろう、1943年2月7日 - ）は、日本の官僚・経済学者。

## 略歴
神奈川県生まれ。1965年慶應義塾大学経済学部卒、1968年同大学院経済学研究科修士課程修了。経済企画庁に入り、経済協力開発機構（OECD）、環境庁などを経て、調査局審議官を最後に退官、1995年立命館大学政策科学部教授、追手門学院大学教授を歴任。四国化成工学（株）社外取締役兼務。総務省「債務調整等に関する調査研究会」委員。

## 著書
- 『経済統計の手ほどき』中央経済社 1993
- 『内外価格差 もうひとつの物価問題』1994 中公新書
- 『景気循環の演出者 日本の経済政策を考える』1995 丸善ライブラリー
- 『規制緩和の経済学 ゴルディオンの結び目を解く』ダイヤモンド社 1996
- 『何が間違いか日本の経済政策 マドリングスルーの時代』2004 (丸善ライブラリー)
- 『自治体破産 再生の鍵は何か』日本放送出版協会(NHKブックス 2004
- 『日本のニート・世界のフリーター 欧米の経験に学ぶ』2005 中公新書ラクレ
- 『自治体破産 再生の鍵は何か』日本放送出版協会 (NHKブックス) 2007
- 『政権交代期の日本経済』2010 中公新書ラクレ

### 共編著
- 『生活環境と住民意識』富元国光,荻原勝共著 至誠堂 1976
- 『米加自由貿易協定・EC統合をみる 自由貿易と保護主義・地域主義』編著 東洋経済新報社 1989
- 『SNA統計見方・使い方 ゼミナール』井野靖久共著 東洋経済新報社 1994
- 『最新世界経済キーワード』編著 経済調査会 1995
- 『行政改革をどう進めるか』富士通総研経済研究所共編著 日本放送出版協会 (NHKブックス)1998
- 『内外価格差とデフレ経済』編著 通商産業調査会出版部 (現代産業選書)1998
- 『グローバル化と進化する情報通信産業』編著 通商産業調査会出版部 (現代産業選書)1999
- 『NPMによる自治体改革 日本型ニューパブリックマネジメントの展開』富士通総研経済研究所共編著 経済産業調査会 2001

## 論文
- <白川一郎